# Le Steent'je
Le Steent'je (Nederlands: 't Steentje) is een gehucht in de gemeente Belle in het Franse Noorderdepartement. Het ligt een tweetal kilometer ten zuiden van het stadscentrum van Belle.

## Geschiedenis
De oorsprong van het plaatsje is niet duidelijk. In 1805 werden de katholieke gelovigen bij de pas opgerichte Sint-Amandsparochie ondergebracht. In 1865 kregen de bewoners de toestemming om, op eigen kosten, een kerkje te stichten. Pas in 1883 kreeg deze de status van hulpkerk en pas in 1888 kreeg men toestemming om er Missen in op te dragen.
De kerk, gewijd aan Onze-Lieve-Vrouw Onbevlekt Ontvangen, werd verwoest tijdens de Eerste Wereldoorlog en daarna herbouwd.

## Bezienswaardigheden
- Onze-Lieve-Vrouw Onbevlekt Ontvangeniskerk (Église Notre Dame de l'Immaculée Conception)

## Nabijgelegen kernen
Outtersteene, Belle, Steenwerk, Le Doulieu
Belle · De Krebbe · Outtersteene · De Seule (deels) · Le Steent'je